# Neris
Neris (bělorusky Вілія, polsky Wilia) je řeka v Bělorusku (Hrodenská, Minská oblast) a v Litvě (Kaunaský, Vilniuský kraj). V Bělorusku se jmenuje Вілія, v Litvě až do soutoku s řekou Žeimenou Vilija a teprve od tohoto soutoku se nazývá Neris. Je dlouhá 510 km. Povodí má rozlohu 25 100 km².

## Průběh toku
Řeka pramení uprostřed bažin severně od Minsku. Na horním toku teče bažinatou krajinou v nevýrazném údolí. Na středním a dolním toku má údolí vysoké svahy. V korytě se nacházejí slapy. Řeka je pravým přítokem Němenu.
Protéká hlavním městem Vilniusem a na soutoku s Němenem leží město Kaunas.

## Přítoky
- levé
  - tekoucí v Bělorusku: Dzvinasa, Ilija, Uša (Vilija), Ašmjanka
  - tekoucí v Litvě: Papunžė, Vilnia, Vokė, Vosylytė, Bražuolė, Aliosa, Žiežmara, Laukysta, Lomena, Varpė, Šešuva, Zversa
- pravé
  - tekoucí v Bělorusku: Servač, Narač, Strača
  - tekoucí v Litvě, přítoky Vilije: Baluoša, Perčina, Žeimena
  - tekoucí v Litvě, přítoky Nerisu: Nemenčia, Žalesa, Reišė, Čekonė, Dūkšta, Vingrė, Musė, Lietauka, Šventoji, Lokys

## Vodní režim
Zdroj vody je smíšený. Zamrzá v prosinci a rozmrzá v březnu.

## Využití
Částečně je splavná na oddělených úsecích. Leží na ní města Vilnius a v ústí Kaunas. Nad městem Vilejka byla vybudována přehradní nádrž, která slouží k zásobování Minsku vodou.

## Lingvistické souvislosti
Předpoládá se, že název Neris je odvozen od slova "nerti" to je náhle se potopit, "zajet pod hladinu", plavat (nebo též proudit) pod hladinou. Slovanský název Vilija (bělorusky Вiлiя a podobné) je odvozeno od staršího tvaru Velja, souvisejícího s přídavným jménem starých slovanů велья ("veliká"). Existence dvojího názvu Vijija-Neris souvisí s tím, že po soutoku Narače (také od slova "nerti" – poběloruštěno) s Vilijí se předkové Bělorusů a Litevců nemohli dohodnout, který z těch názvů použít pro horní tok.

Pseudonym litevské básnířky Salomėji Bačinskaitė, provdané Bučienė Salomėja Nėris a název řeky Neris spolu částečně souvisí, ale mají odlišný pravopis.

### Skloňování
V litevštině je Neris rodu ženského, číslo jednotné, měkké skloňování. V češtině je obvyklejší skloňování podle vzoru hrad (liší se tedy rod i měkkost/tvrdost) – Neris, Nerisu.